# Егчан
Егчан, Егчан-Ёль — река в России, протекает в Прилузском районе Республики Коми. Устье реки находится в 33 км по левому берегу реки Дёб. Длина реки составляет 10 км.
Исток реки в тайге среди холмов Северных Увалов в 19 км к северо-востоку от села Спаспоруб. Исток находится на водоразделе рек Юг и Вычегда, рядом находятся верховья Большой Визинги. Генеральное направление течения — запад, всё течение проходит по ненаселённому холмистому таёжному массиву. Впадает в Дёб в 17 км к северо-востоку от села Спаспоруб.

## Данные водного реестра
По данным государственного водного реестра России и геоинформационной системы водохозяйственного районирования территории РФ, подготовленной Федеральным агентством водных ресурсов:
- Бассейновый округ — Двинско-Печорский
- Речной бассейн — Северная Двина
- Речной подбассейн — Малая Северная Двина
- Водохозяйственный участок — Юг
- Код водного объекта — 03020100212103000012518